# Itsuki
Itsuki (jap. いつき, イツキ) – imię japońskie noszone częściej przez mężczyzn niż przez kobiety. Jest używane także jako nazwisko.

## Możliwa pisownia
Itsuki można zapisać używając wielu różnych znaków kanji i może znaczyć m.in.:
- 樹, „drewno”[1]
- 斎, „oczyszczenie”
- 維月, „włókno, księżyc”
- 伊月, „ten jeden, księżyc”

wyłącznie jako nazwisko
- 五木, „pięć, drzewo”

## Znane osoby
o imieniu Itsuki
- Itsuki Shoda (樹), japoński profesjonalny baseballista
- Itsuki Toyama (斎), japoński polityk
- Itsuki Yamazaki (五紀), japońska profesjonalna wrestlerka

o nazwisku Itsuki
- Hiroshi Itsuki (五木), japoński piosenkarz enka
- Natsumi Itsuki (樹), japońska mangaka
- Yui Itsuki (伊月), japońska seiyū

## Fikcyjne postacie
o imieniu Itsuki
- Itsuki Akiba (いつき), bohaterka mangi I"s
- Itsuki Koizumi (一樹), bohater mangi i anime The Melancholy of Haruhi Suzumiya
- Itsuki Iba (いつき), główny bohater light novel pt. Rental Magica
- Itsuki Minami (樹), bohater mangi i anime Air Gear
- Itsuki Myōdōin (いつき), jedna z głównych bohaterek anime HeartCatch PreCure!
- Itsuki Sumeragi (伊月), bohaterka mangi Kakegurui: Szał hazardu
- Itsuki Takeuchi (樹), bohater mangi Initial D

o nazwisku Itsuki
- Marehiko Itsuki (樹), bohater mangi i anime The Prince of Tennis